# Orselina
Orselina ist eine politische Gemeinde im schweizerischen Kanton Tessin. Sie gehört zum Bezirk Locarno und zum Kreis Locarno.

Werner Friedli: Orselina, historisches Luftbild (1953)

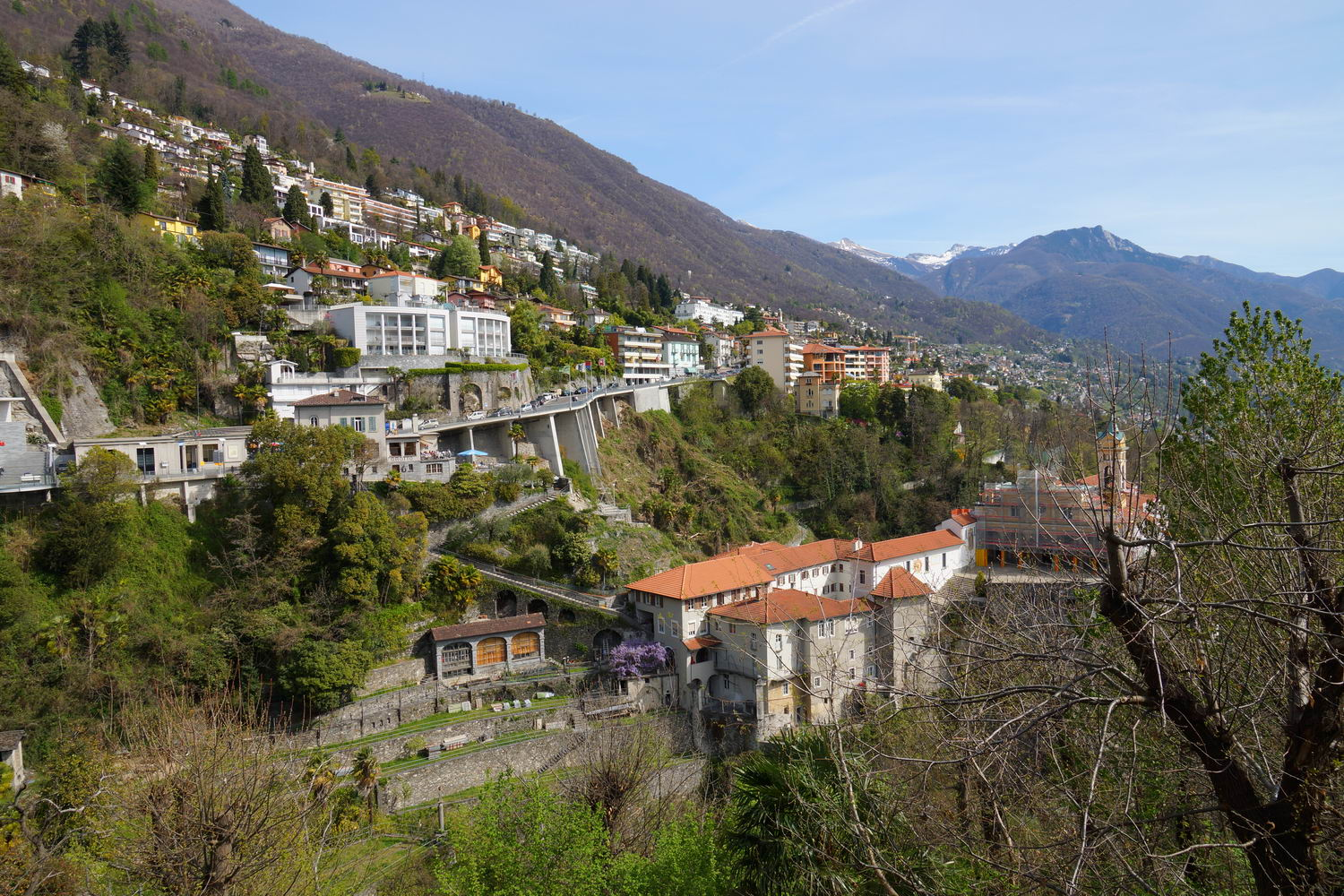
Sicht auf Orselina

## Geografie
Die Gemeinde liegt oberhalb von Locarno am Berghang mit Blick auf den Lago Maggiore.
Das Gemeindegebiet wurde früher Consiglio Mezzano genannt (von Concilium medievale). Bis zum Jahr 1881 gehörten Orselina und Muralto zusammen.

## Geschichte
Seit dem Mittelalter gehörte Orselina zur vicinìa Consiglio Mezzano. Die Zehnten der Ortschaft gehörten der Stiftskirche San Vittore (1313). Das Schloss San Biagio und seine Kapelle standen auf dem Gebiet von Orselina. 1799 bildete das Dorf zusammen mit Mergoscia, Minusio, Brione, Contra TI und Gordola einen eigenen Gerichtssprengel. 1803 wurde Orselina mit Muralto zu einer Gemeinde erhoben, um 1881 davon getrennt und selbständig zu werden. Die Bürgergemeinde Orselina löste sich 1903 von Muralto los. Die Kirche San Bernardo wurde vor 1591 erbaut und im 18. Jahrhundert vergrössert.
1881 trennte sich die jetzige Gemeinde Muralto, das seenahe, früher sogenannte «untere Orselina» von der «Vicinia die Orselina», das als Gemeinde seit 1803 bestand. Schon in den Jahrzehnten zuvor hatten sich die beiden Gemeinden sozial und räumlich immer weiter getrennt. 
Orselina sprach sich in einer konsultativen Volksabstimmung am 25. September 2011 mit 189 zu 177 Stimmen gegen eine Fusion mit den Gemeinden Locarno, Muralto, Minusio, Brione sopra Minusio, Mergoscia und Tenero-Contra aus. Weil sich nur in Locarno und Mergoscia eine zustimmende Mehrheit fand, beschloss das Tessiner Kantonsparlament, das Projekt nicht weiterzuverfolgen.

## Bevölkerung
Einwohnerzahlen: Volkszählungsdaten  (Zahlen von 1769 bis 1880 inklusive Muralto)
Im Zeitraum von 1930 bis 1980 übertraf die Zahl der deutschsprachigen Einwohner diejenige der italienischsprachigen. Im Jahr 2000 wurden 380 deutschsprachige und 460 italienischsprachige Einwohner gezählt.
Die Gemeinde hat einen überdurchschnittlich hohen Anteil an über 64-Jährigen: Im Jahr 2023 waren es 42,8 Prozent, im ganzen Kanton Tessin 23,6 Prozent. Demgegenüber waren nur 5,6 Prozent weniger als 20 Jahre alt (im Kanton 17,6 Prozent).

## Politik
Orselina hat als Legislative ein Gemeindeparlament (Consiglio comunale) mit 20 Sitzen; die Exekutive ist der Gemeinderat (Municipio) mit 5 Sitzen. 
Sitzverteilung im Gemeindeparlament: für die Legislaturperiode 2024 bis 2028: Je 7 Sitze für die Mitte (Il Centro) und für die Gruppe der Unabhängigen (Gruppo Indipendenti), 5 Sitze für die FDP. Die Liberalen (Partito Liberale Radicale) und 1 Sitz für HelvEthica.
Im Gemeinderat nehmen Einsitz: je 2 Vertreter der FDP und der Mitte und 1 Vertreter der Unabhängigen. Dem Gemeinderat steht als Gemeindepräsidentin (Sindaco) Samantha Garbani Nerini (FDP. Die Liberalen) vor.
Die Gesamterneuerung von Gemeindeparlament und -rat in den Gemeindewahlen vom 14. April 2024 erfolgte in stiller Wahl, weil die Anzahl der Kandidaten die Zahl der zu vergebenden Sitze nicht überstieg.
In Orselina besteht neben der politischen Gemeinde nach wie vor eine Bürgergemeinde.

## Wirtschaft
In Orselina waren im Jahr 2023 in 60 Arbeitsstätten 514 Personen beschäftigt: 53 Arbeitsstätten mit 495 Beschäftigten im Tertiärsektor und 7 Arbeitsstätten mit 19 Beschäftigten im Sekundärsektor. Der Primärsektor war nicht mehr vertreten. In Orselina befinden sich zwei Hotels. Die Bedeutung des Tourismus zeigt sich in der grossen Zahl von Zweitwohnungen: Von insgesamt 1230 Wohnungen beherbergen nur 397 Privathaushalte.

## Verkehr
Orselina wird durch die Buslinien 3 (Delta Maggia–Locarno Stazione–Monti della Trinità–Orselina–Brione s. Minusio) und 312 (Locarno–Orselina–Mergoscia) der Ferrovie autolinee regionali ticinesi (FART) und durch eine Standseilbahn ab Locarno (Nähe Schifflände und Bahnhof Locarno) erschlossen. Die Linie Locarno–Muralto-Belvedere–Madonna del Sasso–Orselina wurde 1906 erbaut.
Ein markanter Punkt in der Gemeinde ist die im Jahr 2000 neu eröffnete Luftseilbahn zur Cardada mit der neu erbauten Talstation von Mario Botta.

## Sehenswürdigkeiten

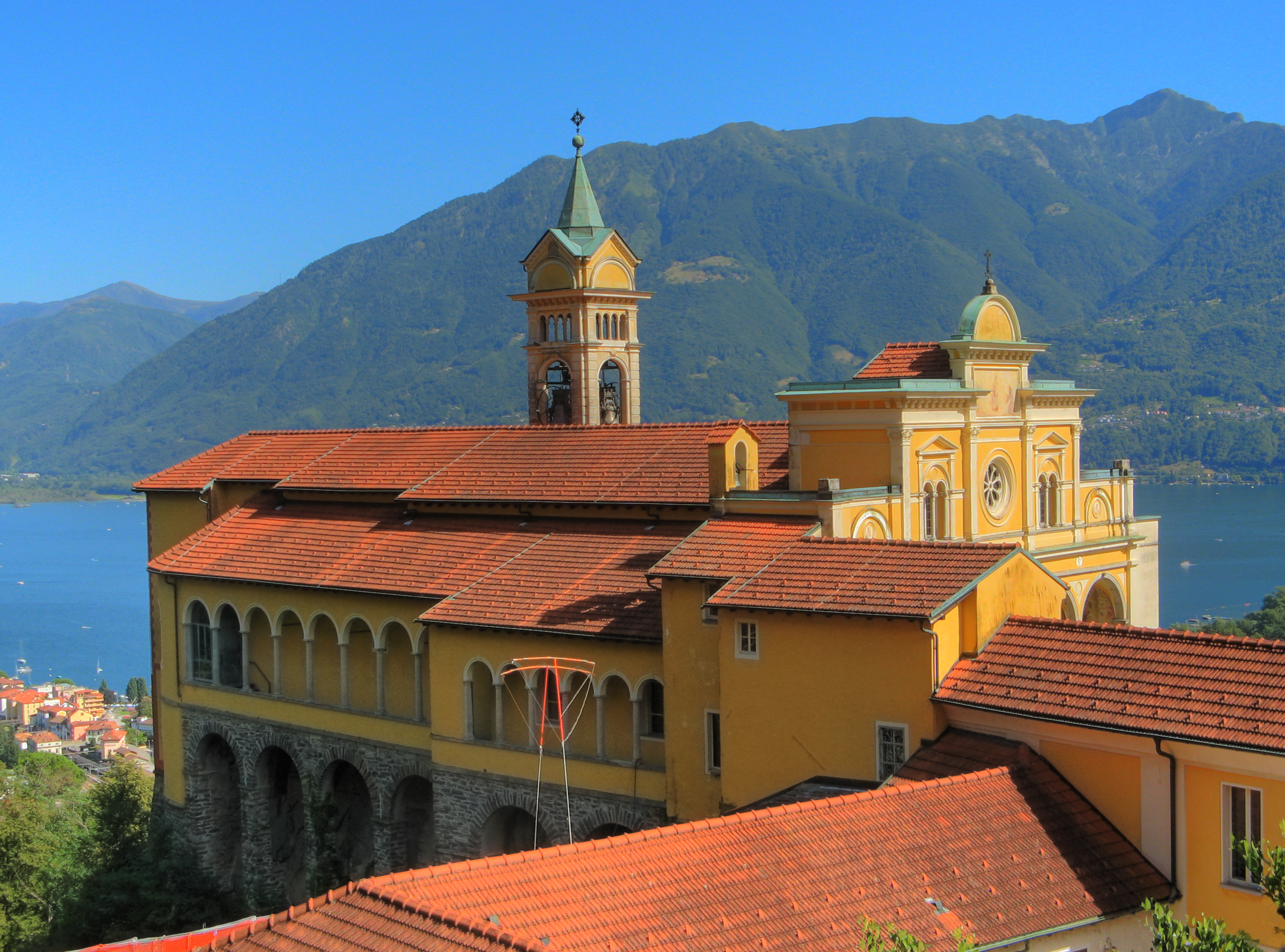
Madonna del Sasso, 2010

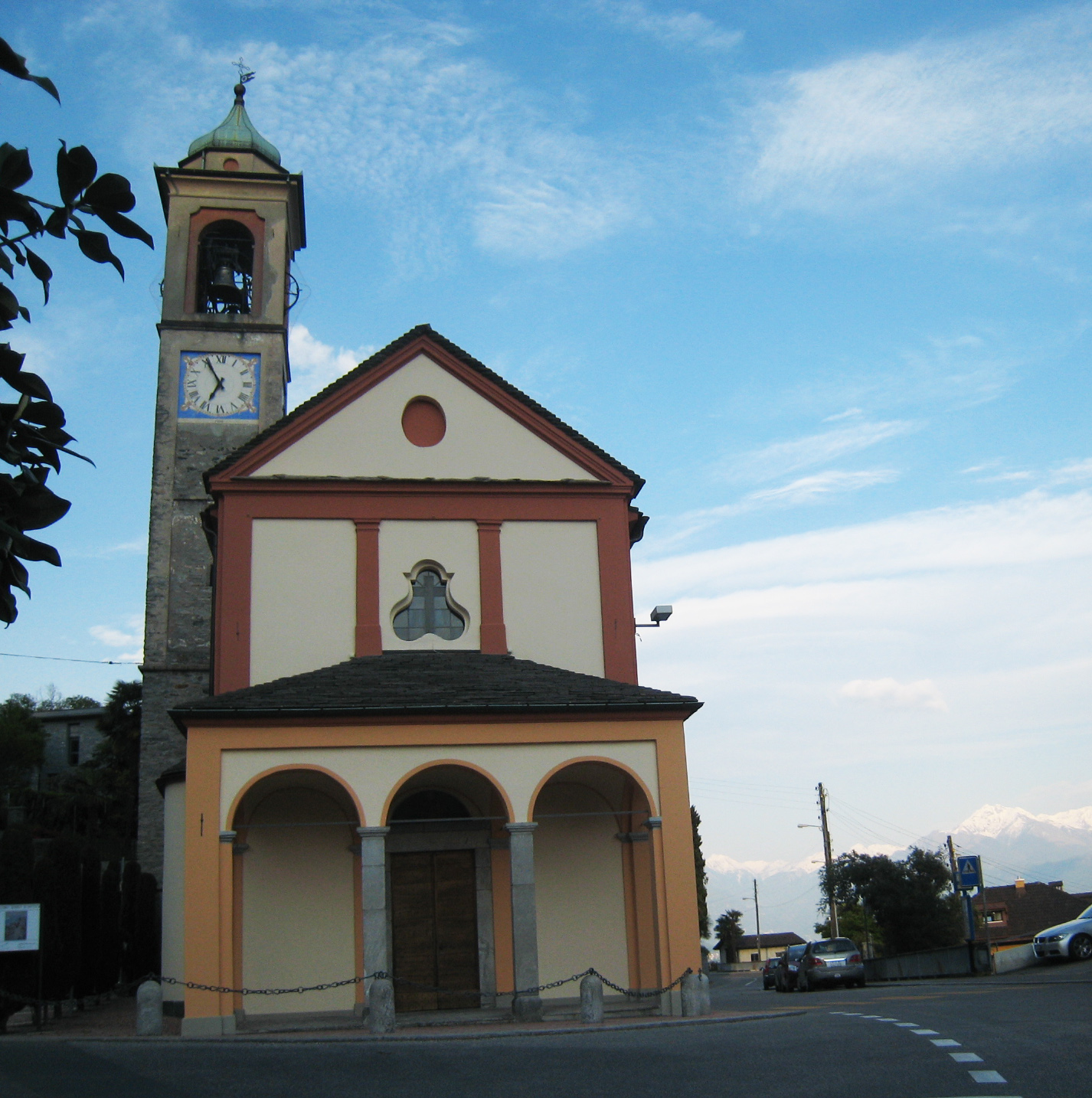
Pfarrkirche San Bernardo

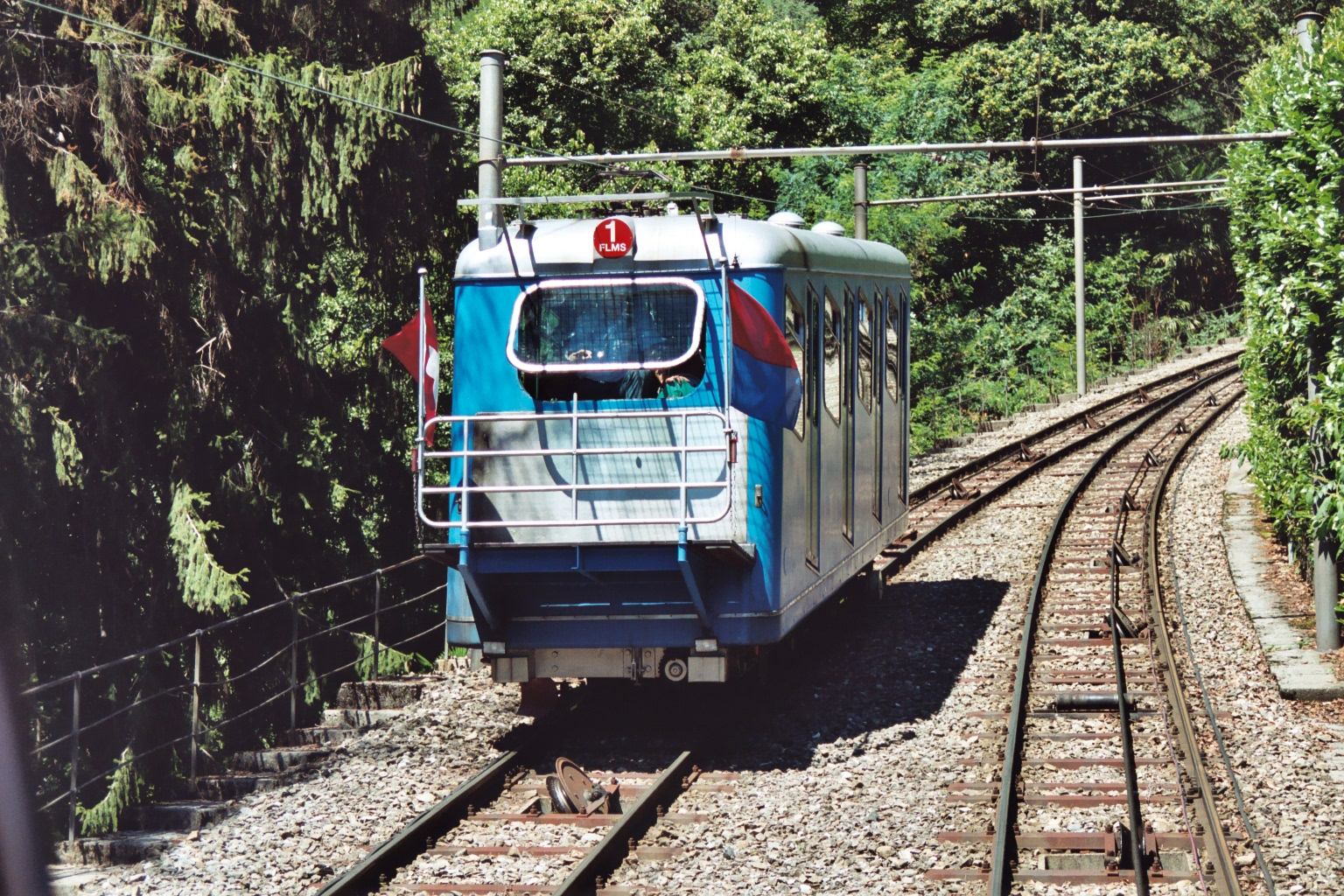
Standseilbahn Locarno-Orselina

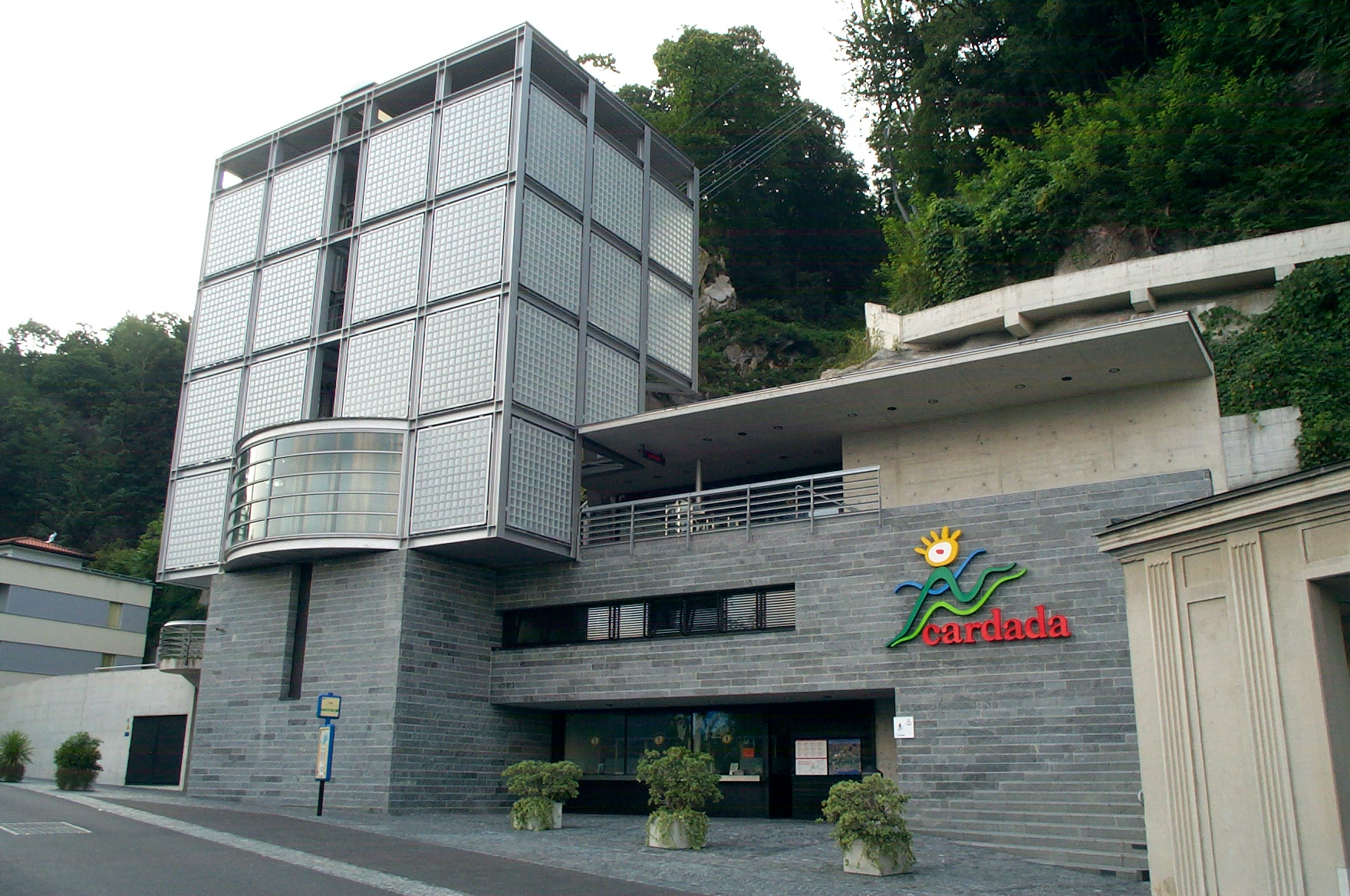
Luftseilbahn Orselina-Cardada Talstation (Architekt Mario Botta, 2000)

- Wallfahrtskirche Madonna del Sasso[16][15][17]
- Kirchhof[15]
- Sankt Francescos Wundmale-Brunnen[15]
- Museum Casa del Padre[18][19]
- Betkapelle San Francesco[15]
- Kloster Madonna del Sasso[15]
- Kapuziner-Betkapelle Bartolomeo di Ivrea[15]
- Kreuzweg[15]
- Betkapelle San Bernardo al Monte[15]
- Castello Bernese (Grundschule)[15]
- Häuser Taglio, Architekten: Luigi Snozzi, Livio Vacchini[15]